# Auf und Ableben
Auf und Ableben ist eine deutsche schwarze Komödie aus dem Jahre 2020. Der selbstproduzierte Independent-Film feierte seine Premiere auf dem Filmfestival Max Ophüls Preis im Wettbewerb um den Besten Mittellangen Film. Auf und Ableben zählt, wie weitere Werke der Regisseurin Luise Brinkmann, auf Grund seiner improvisatorischen Machart zum German Mumblecore.

## Handlung
Dieses Jahr ist Weihnachten anders. Mutti ist tot, und die Geschwister Brandt versuchen nun, das Beste aus der Situation zu machen. Alle auf ihre Weise. Denn ein letztes Mal können sie ja nochmal zusammen feiern, oder? Eine skurrile, liebevolle Betrachtung über den Umgang mit Trauer, Liebe und über die Aufs und Abs des Familienlebens.

## Premiere
Auf und Ableben feierte seine Premiere im Wettbewerb des Filmfestival Max Ophüls Preis 2020.

## Auszeichnungen
- 2021: Gewinner als Bester Deutscher Film beim Universal Film Festival 2021
- 2021: Gewinner des Silver Award beim Independent Star Filmfest 2021
- 2021: Nominierung als Bester Mittellanger Film bei den Biberacher Filmfestspielen 2021
- 2020: Nominierung als Bester Mittellanger Film auf dem Filmfestival Max Ophüls Preis 2020
- 2020: Nominierung als Bester Mittellanger Film auf dem Achtung Berlin - new berlin film award